# 賓得士K-r
賓得士 K-r（ Pentax K-r）是賓得士推出的1240萬像素數位單眼相機，於2010年9月9日發表。它是宾得 K-x的後繼機種，並且兩者有許多相似之處。

## 概要
賓得士 K-r 在北美洲可選購黑、白、紅三種顏色機身，在日本另有其他種顏色機身可選購。K-r 使用的自動對焦系統是較先前機種更新的 SAFOX IX，並配備3英吋LCD螢幕。而K-r在低色溫時有嚴重的焦點前移問題，並且無法以自動對焦微調進行校正。賓得士並未能解決該問題，因此一般認為該問題來自於自動對焦系統。
K-r 和先前的 K-x 影像品質相當，但在輸出JPEG時K-r的色彩保真度明顯提升。K-r在其他方面和K-x相比也有顯著進步。例如半按下K-r的快門按鈕時，在光學觀景窗內可顯示自動對焦點。K-r上市時和K-30同為賓德士的DSLR中感光度範圍第二廣（100至25600），且連拍速度第二高的（每秒6 幅） ，次於更高階的K-5 。
K-30使用可充電的D-LI109鋰離子電池，也可選購轉接器使用4顆AA電池（K-x只能使用AA電池）。K-r的LCD螢幕較K-x稍大，但解析度達到92.1萬像素，遠高於K-x的23萬。

## HDR拍攝
K-x 的HDR拍攝可一次拍攝不同曝光程度的照片後合併成單張高動態範圍的JPEG影像。而更早的K-x則是選擇影像自動對齊功能。

## 外部連結
- Pentax K-r official product page
- Full-length camera reviewArchive.today的存檔，存档日期2013-01-23
- Pentax K-r 中文 （页面存档备份，存于） -dcfever.com
- Pentax K-x 橙、綠新色登場 （页面存档备份，存于） -dcfever.com